# Турчанинов, Николай Степанович
Никола́й Степа́нович Турчани́нов (1796, Никитовка, Воронежское наместничество — 26 декабря 1863 [7 января 1864], Харьков) — русский ботаник-систематик, «лучший знаток растений Азии среди своих современников». Председатель губернского правления Енисейской губернии. Член-корреспондент Императорской Академии наук (1830). Профессор ботаники в Харьковском университете.
Турчанинов описал около 150 родов и более тысячи видов цветковых растений Евразии, Австралии, Африки, Южной Америки.

## Жизненный и научный путь
Николай Степанович Турчанинов родился в семье помещика в 1796 году (вероятно, в мае). Начальное образование Николай получил дома. С детских лет Турчанинов интересовался природой, пытался собирать гербарий. В 1808 году в 12 лет он поступил в Воронежское народное училище (впоследствии Первая воронежская гимназия). Способности мальчика к науке были замечены, и по инициативе профессора Харьковского университета И. Ф. Тимковского в 1810 году Николай перешёл в Харьковскую (университетскую) гимназию, а в 1811 году определился вольнослушателем на отделение физических и математических наук Харьковского университета. В университете он слушал лекции по зоологии и общей ботанике Ф. А. Делавиня, профессора кафедры естественной истории. В 1814 году в возрасте 18 лет Турчанинов окончил курс со степенью кандидата.
По окончании университета в 1814 году Турчанинов переехал в Санкт-Петербург, где работал в министерстве юстиции, а затем до 1828 года — в министерстве финансов в должности контролёра.
У Турчанинова не было формального ботанического образования, но ботаника с детства была его любимой наукой, и он отдавал ей всё свободное время. Он собирал растения в окрестностях Петербурга, определял их с помощью известных ботаников К. Б. Триниуса и Ф. Б. Фишера. Турчанинов познакомился с профессором ботаники Петербургского университета Г. П. Бонгардом, имевшим значительный собственный гербарий и занимавшимся изучением экзотических растений. Первое сохранившееся ботаническое исследование Турчанинова — «Список растений окрестностей Санкт-Петербурга» (1825) — осталось, однако, незамеченным, хотя в нём были приведены сведения о 646 видах растений местной флоры, что превышает число растений, упомянутых в известной работе Г. Ф. Соболевского «Flora petropolitana» (1799), на 104 вида.

### Сибирский период. «Байкало-даурская флора»
С 1828 года Турчанинов на службе в Иркутске в должности финансового чиновника в ведомстве генерал-губернатора Восточной Сибири. Он приехал в Иркутск по совету директора Императорского ботанического сада в Санкт-Петербурге Фёдора Богдановича Фишера, немецкого ботаника и садовода на русской службе, который планировал создать в Иркутске ботанический сад. Именно на это место руководителя экономико-ботанического сада в Иркутск Фишер прочил Николая Степановича Турчанинова. Всё своё свободное время Турчанинов отдавал ботанике, а также изучению беспозвоночных животных Сибири. Сначала его маршруты ограничивались окрестностями Иркутска, затем становились всё длиннее, охватывая территории вокруг Байкала и Даурию. Общая площадь исследованных им территорий составила более 2,5 млн км². Путешествия Турчанинова иногда бывали трудными, длительными, но всегда очень успешными и полезными для ботанической науки. Публикации флористических находок принесли Турчанинову известность в России и за границей.
В 1830 году по предложению Триниуса «…за прекрасные и частые посылки растений новых видов в столь хорошем виде и так точно определённых…» Турчанинова избрали членом-корреспондентом Академии наук «с определением ежегодного жалования в 600 руб.», одновременно назначив «учёным-путешественником между Алтаем и Восточным океаном». Это позволяло Николаю Степановичу отдаться ботанической деятельности. В должности «учёного-путешественника» Турчанинов пробыл до середины 1835 года, получая от Академии на свои поездки в первый год 5000, а в последующие — по 4000 рублей ассигнациями. Всё это время учёный постоянно путешествовал по Юго-Восточной Сибири, изучал растительный покров этого края и собирал гербарии.
В 1833 году экспедиция Турчанинова сплавилась вниз по течению Шилки до слияния с Аргунью, затем по Амуру до города Албазина и Аргунского острога. Путь другой экспедиции лежал из Нерчинска на юго-запад до Алтанбулага и Кяхты. Следующий раз Турчанинов прошёл до Мензы и трижды посетил гольцы Сохондо. Дважды через перевалы в Восточном Саяне он пробирался на территорию Монголии; переваливал через Байкальский хребет; прошёл Баргузин вверх до истоков. В 1834 году в путешествии по берегам Ангары он прошёл пешком свыше 100 км по Якутскому тракту.
Турчанинов собрал огромный гербарий (около 60 тысяч листов), живые растения и семена для Санкт-Петербургского ботанического сада и многочисленные экспонаты для музея. Классическая работа Турчанинова — «Байкало-даурская флора» (лат. Flora baicalensi-dahurica) — содержит описание почти полутора тысяч видов растений, из которых новыми были в то время сто семьдесят (в 1857 году Академия наук наградила учёного за эту книгу полной Демидовской премией). Этот труд до сих пор не утратил своей научной ценности. Большую часть гербария учёный передал в коллекции Санкт-Петербурга и Москвы, в Московское общество испытателей природы. Гербарий содержал множество дублетов. Турчанинов посылал их друзьям-ботаникам в России и за границей. Постоянный обмен образцами с отцом и сыном Декандолями обогатил его коллекцию, а его собственные материалы были использованы в ставшем знаменитым труде «Введение в естественную систему царства растений» («Prodromus systematis naturalis regni vegetabilis»). «Для Декандоля посылки Турчанинова, содержавшие сотни неизвестных никому видов, были ценнейшей подмогой; он в свою очередь посылал Турчанинову гербарии растений из Южной Африки, Южной Америки, Австралии, которые поступали к Декандолю от иностранных путешественников. Так почти через весь континент, из Иркутска в Женеву и из Женевы в Иркутск бежали почтовые тройки с драгоценной кладью…», — писал М. Г. Попов.
В этот период Турчанинов помогал создавать первый ботанический сад в Восточной Сибири на основе крупного купеческого Баснинского сада семьи В. Н. Баснина в Иркутске.
В 1835 году Турчанинов оставил службу «учёного-путешественника». В 1835—1837 годах он вернулся на государственную службу на посты советника главного управления и начальника отделения при генерал-губернаторе Восточной Сибири. Новая чиновничья должность не позволяла ему совершать длительных путешествий. Лишь во время летних отпусков он продолжал исследования, в основном — растительности южных берегов Байкала.
В 1836 году по поручению Турчанинова его помощник И. П. Кирилов обследовал верховья рек Иркута и Оки — левых притоков реки Ангары, которые в предыдущем году по его же поручению посетил казак Илья Кузнецов.
В 1837 году Турчанинов стал важным государственным чиновником в Красноярске — председателем губернского правления Енисейской губернии в ранге статского советника (фактически занимал должность губернатора), но и при такой должности он находил время для любимой науки. Хотя путешествовал он меньше, но у него появились средства для увеличения личного гербария (в том числе за счёт покупки частных собраний), а также для собственного Ботанического сада в Красноярске. В Красноярске он сдружился со специалистом по семейству Астровые К. Ф. Лессингом. Бо́льшая часть сборов Лессинга поступила в гербарий Турчанинова.
С 1841 года Турчанинов на основании опросных записок начал изучать природу и экономику северной части Енисейской губернии. Сведения, обработанные им, были опубликованы Академией наук и послужили поводом для организации в 1843 году Таймырской экспедиции Академии наук, в которой приняли участие А. Ф. Миддендорф и Ф. Ф. Брандт.
В 1842 году Турчанинов обработал ботанические коллекции П. А. Чихачёва с Восточного Алтая, Г. С. Карелина и И. П. Кирилова с Джунгарского Алатау.
В 1841 году И. П. Кирилов писал о Турчанинове в письме Карелину: «…человек он почтенный, очень умный и учёный, страстный ботаник, но человек холодный, несклонный к короткой дружбе. В беседах с ним нахожу я много пищи для ума, для страсти моей к науке… Он добряк, хотя и эгоист немножко; растениями нашими занимается усердно и часто похваливает».

### В Таганроге и Харькове
В июне 1844 года Турчанинов вышел в отставку, получив пенсию 400 рублей серебром в год, и перебрался в Таганрог, где вновь предался своим любимым учёным занятиям: собранные за долгие годы огромные сибирские гербарии требовали научной обработки. Известно, что он совершил ботаническую экскурсию в Феодосию в Крыму.
Несчастный случай дома и неудачное лечение привели к тому, что одна нога Турчанинова навсегда потеряла подвижность, Николай Степанович передвигался только на костылях. Мечте Турчанинова съездить в ботаническую экспедицию в Бразилию не суждено было сбыться — не стало возможности пускаться даже в короткие путешествия, и он вынужден был заниматься лишь изучением растений по гербарным образцам, собранным другими.
Ещё будучи в Иркутске, Николай Степанович завёл переписку со многими русскими и иностранными ботаниками для обмена гербариями, в том числе с Дж. Д. Гукером, директором Королевских ботанических садов Кью. Благодаря такому обмену, не выезжая за пределы страны, Турчанинов собрал уникальный гербарий, насчитывавший десятки тысяч листов; в нём были представлены растения всех частей света. В его руках оказались личные собрания знаменитых ботаников того времени: мюнхенского ботаника Й. А. Шультеса (18 тысяч листов), содержавший сборы многих европейских коллекторов; растения, собранные и определённые П. Э. Буассье — автором «Flora orientalis». 21 сентября 1843 года Турчанинов писал профессору ботаники Дерптского университета А. А. Бунге: «Сколько у меня теперь видов не знаю, не ведаю, но полагаю, что будет от 23 до 24 тысяч». Обработке этих гербариев Турчанинов и посвятил все оставшиеся годы. Таким образом он обработал, кроме растений России, растения Монголии, Китая (в том числе коллекцию, собранную врачом русской миссии в Пекине Порфирием Кириловым), Мексики, Бразилии и ряда других стран.
По подсчётам А. Н. Бекетова, Турчанинов впервые указал для Восточной Сибири огромное количество новых растений русской флоры — свыше ста родов и более тысячи видов.
К Турчанинову, как крупному ботанику-универсалу, обращались за помощью и советом многие отечественные и зарубежные систематики. Турчанинов изучил и дополнил систематику ряда семейств, таких, например, как Горечавковые, Бурачниковые, Зонтичные.
По приглашению В. М. Черняева, профессора и заведующего ботаническим кабинетом Харьковского университета, Турчанинов переселился в Харьков. Желая спокойно заниматься приведением в порядок и научной обработкой гербария, но не имея средств на размещение и содержание огромной коллекции, а также на её пополнение за счёт новых приобретений, Турчанинов в 1847 году свою коллекцию растений передал в дар Харьковскому университету. Одновременно с гербарием университет получил личную ботаническую библиотеку учёного, насчитывавшую 197 названий. По условиям дарения он в ответ получил в Харькове небольшое помещение для жилья, расположенное вблизи университета, где продолжил работу с гербарием, и 600 рублей ежегодно для пополнения гербария. Однако позднее университет перестал выполнять обязательства, данные Турчанинову, — так, денежное пособие он начал получать только с 1853 года и в меньшем размере, чем было оговорено, вначале по 500 рублей, а затем и вовсе по 300 рублей в год. Когда же учёный стал настаивать на выплате пособия в сумме 500 рублей в соответствии с договором, то Совет университета большинством голосов отклонил его требование. Было отказано и в университетской квартире, и пришлось снимать частную. Все свои сбережения учёный потратил на приобретения гербария и залез в долги.
В последние годы жизни Турчанинов принял живое участие в судьбе подававшего большие надежды ботаника С. С. Щеглеева, защитившего докторскую диссертацию «Обозревание семейства Epacridaceae» на основе гербария Турчанинова, но в возрасте 38 лет Щеглеев умер.
В 1856 году в «Бюллетене МОИП» была закончена публикация «Байкало-даурской флоры», а в через год были напечатаны дополнения к этой книге. С 1847 по 1863 год появились шесть выпусков с описанием новых родов, преимущественно тропических растений, семь работ, посвящённых описанию новых таксонов отдельных семейств растений, а также заметка о роде Клетра. Наконец, Турчанинов опубликовал первую часть каталога растений своего гербария и дополнения к ней, а также три выпуска специальных систематических заметок к первой и второй (не вышедшей в свет) частям каталога с описанием многих новых растений мировой флоры.
В 1857 году по ходатайству академиков Ф. И. Рупрехта и Н. И. Железнова Турчанинова удостоили полной Демидовской премии за «Байкало-даурскую флору». Полученные деньги, однако, он потратил на приобретение значительной части гербария Р. Броуна — хранителя гербария Британского музея (в том числе — пачки неопределённых растений). В это же время на университетское пособие Николай Степанович купил у Дж. Д. Гукера гербарий, дополнивший его коллекцию растений Восточной Индии.
В 1860 году Турчанинова посетил в Харькове профессор Санкт-Петербургского университета А. Н. Бекетов. Отметив нужду стареющего учёного, Бекетов призывал к состраданию и поддержке.
Не имея средств для жизни, за неделю до смерти Н. С. Турчанинов был вынужден обратиться к министру народного просвещения, прося «обратить милостивое внимание на положение беспомощного старца, посвятившего всё своё время на пользу любимой науке». Умирал Николай Степанович в весьма стеснённых условиях, по-видимому, от гангрены, как пишет Н. Д. Борисяк, а не от апоплексического удара, как сообщают другие источники. Умер 7 января 1864 года, как говорят, прижимая к груди свою последнюю драгоценность — «Байкало-даурскую флору». Могила учёного затерялась.

## Главные научные труды
По совершенству плана и строгой научности изложения «Флора» Турчанинова представляет собой из ряда вон выдающееся явление в специальной ботанической литературе нашей. Ни до, ни долго после него нельзя указать ни одного ботаника-флориста с русским именем, столь блестяще заявившего себя в области учёного исследования флоры русской и всемирной.
Основным ботаническим трудом Турчанинова является «Байкало-даурская флора» (лат. Flora baicalensi-daurica…). Она выходила в свет отдельными выпусками на протяжении 16 лет (1842—1857) в Бюллетене Московского общества испытателей природы. «Байкало-даурская флора» написана, как и было принято в то время в учёном мире, на латыни, а введение к ней — по-французски. В «Байкало-даурской флоре» и дополнениях к ней описано 1454 вида растений. Почти все описанные растения (примерно 1370 видов) были собраны Турчаниновым лично.
«Байкало-даурская флора» остаётся одной из классических флор XIX века, не утратившей своей ценности поныне. В предисловии к ней, а также в некоторых фрагментах текста дана ботанико-географическая характеристика флоры Центральной Сибири, включающая анализ эндемизма ряда естественных регионов.

## Судьба гербария Турчанинова
Турчанинов создал, возможно, самое крупное и ценное из частных собраний сухих растений. Гербарий был собран и организован Турчаниновым с особой тщательностью: растения хранились в листах крепкой бумаги; каждый вид растений имел свою особую «рубашку», в которую были заключены все его образцы, собранные из разных мест; каждый образец имел этикетку с надписью рукой собравшего или переславшего растение; каждый тюк был снабжён номером и каталогом родов. По списку можно было легко отыскать нужный тюк, а в нём род и вид, причём названия видов были написаны сверху на листах, составляющих «рубашки», рукою самого Турчанинова. Учёный успел написать только две части каталога гербария из задуманных четырнадцати. После его смерти работа продолжалась, но осталась незаконченной. При монтировке часть образцов была перепутана из-за неаккуратной и некомпетентной работы. Собственные гербарные сборы Турчанинова хранятся в гербарии Ботанического института Российской Академии наук в Санкт-Петербурге, откуда многочисленные дублеты попали во многие крупные российские и зарубежные гербарии. Однако главную ценность составляет общий гербарий, который Турчанинов собирал 35 лет. На день кончины Турчанинова этот гербарий насчитывал около 52 тысяч видов растений, собранных почти изо всех уголков земного шара.
Во время Великой Отечественной войны немцы, оккупировавшие Харьков, пытались вывезти гербарий, ценность которого они прекрасно понимали, в Германию как военный трофей. Однако железнодорожный состав, в вагонах которого находился гербарий, при отступлении немецких войск застрял в дороге и волею случая был возвращён в Киев. В Харьковском университете в настоящее время находятся около ста листов этого гербария. Ныне «Турчаниновский гербарий» хранится как именная коллекция в Институте ботаники Академии наук Украины. Коллекция содержит около 150 тысяч гербарных листов; в нём представлено около 53 тысяч видов сосудистых растений (хотя часть их теперь сведена в синонимы), множество типовых образцов растений, в частности, видов, описанных в «Байкало-даурской флоре».
Большая часть личного архива Турчанинова погибла во время войны, в том числе ценнейшая для истории ботаники переписка Турчанинова со многими отечественными и зарубежными учёными (Н. И. Анненковым, А. А. Бунге, Г. С. Карелиным, К. Ф. Ледебуром, К. А. Мейером, Э. Л. Регелем, Э. Греем, Дж. Бентамом, Буассье, Дж. Д. Гукером, К. Марциусом и другими).

## Названы в честь Н. С. Турчанинова
В честь Турчанинова назван род растений Турчаниновиелла (Turczaninoviella Koso-Pol.) (семейства Зонтичные). Род Turczaninovia DC. (семейства Астровые), названный так Декандолем в 1836 году, ныне считается синонимом рода Астра (Aster Tourn.).
Многие ботаники, отдавая дань памяти Турчанинову, называли его именем ботанические виды. Некоторые из этих названий ныне признаны синонимами, иные — неразрешёнными к использованию (англ. unresolved). Среди принятых и используемых:
- Aconitum turczaninowii Vorosch. (1967) — Аконит Турчанинова
- Alopecurus turczaninovii O.D.Nikif. (1988) — Лисохвост Турчанинова
- Anoplocaryum turczaninovii Krasnob. (1967) — Бесшипник Турчанинова
- Aquilegia turczaninowii Kamelin & Gubanov (1991) — Водосбор Турчанинова
- Astragalus turczaninowii Kar. & Kir. (1842) — Астрагал Турчанинова
- Campanula turczaninovii Fed. (1957) — Колокольчик Турчанинова
- Carpinus turczaninovii Hance (1868) — Граб Турчанинова
- Connarus turczaninowii Triana (1872) — Коннарус Турчанинова
- Corydalis turtschaninovii Besser (1834) — Хохлатка Турчанинова
- Delphinium turczaninowii N.Friesen (1990) — Живокость Турчанинова
- Draba turczaninovi Pohle & N.Busch (1925) — Крупка Турчанинова
- Euphorbia turczaninowii Kar. & Kir. (1842) — Молочай Турчанинова
- Hedysarum turczaninovii Peschkova (1979) — Копеечник Турчанинова
- Juncus turczaninowii (Buchenau) V.I.Krecz. (1935) — Ситник Турчанинова
- Melica turczaninowiana Ohwi (1932) — Перловник Турчанинова
- Oxytropis turczaninovii Jurtzev (1964) — Остролодочник Турчанинова
- Oreomecon turczaninovii (Peschkova) Krivenko (1994) — Ореомекон Турчанинова
- Potentilla turczaninowiana Stschegl. (1854) — Лапчатка Турчанинова
- Pulsatilla turczaninovii Krylov & Serg. (1930) — Прострел Турчанинова
- Ranunculus turczaninovii (Luferov) Vorosch. (1994) — Лютик Турчанинова
- Salix turczaninowii Laksch. (1921) — Ива Турчанинова
- Silene turczaninovii Lazkov (1999) — Смолёвка Турчанинова
- Sisymbrium turczaninowii Sond. (1860) — Гулявник Турчанинова
- Tephroseris turczaninovii (DC.) Holub (1973) — Пепельник Турчанинова
- Thymus turczaninovii Serg. (1936) — Тимьян Турчанинова
- Vitex turczaninowii Merr. (1906) — Прутняк Турчанинова

В честь Николая Степановича назван научный журнал по биологии «Turczaninowia», издаваемый Южно-Сибирским ботаническим садом с 1998 года. Начиная с третьего номера журнал является международным реферируемым изданием (ISSN 1560-7259 для печатной и ISSN 15607267 для электронной версии). В журнале публикуются систематические обзоры, описания новых биологических видов, флористические находки.

## Награды и почётные звания
В 1857 году Турчанинов был удостоен полной Демидовской премии Императорской Академии наук за «Байкало-даурскую флору».
За выдающиеся заслуги в области систематики Харьковский университет избрал Турчанинова своим почётным членом.

## Печатные труды
- Список растений, находящихся в окрестностях Санкт-Петербурга // Указатель открытий по физике, химии, естественной истории и технологии, изд. Н. Щегловым. СПб., 1825. — Т. 2, ч. 2, № 4. — С. 517—531; № 5. — С. 679—698; № 6. — С. 862—876.
- Список явнобрачных и папоротников Байкальской флоры (Извлечение из соч. г. Турчанинова // Указатель открытий по физике, химии, естественной истории и технологии, изд. Н. Щегловым. СПб., 1831. — Т. 8, ч. 1, № 3. — С. 394—415.
- Decades tres plantarum novarum Chinae boreali et Mongoliae chinensi incolarum // Bulletin de la Société Impériale des Naturalistes de Moscou, 1832. — № 5. — P. 180—206.
- Enumeratio plantarum quas in China boreali collegit et mecum benevole communicavit cl. medicus missionis Rossicae Porphyrius Kirilow // Bulletin de la Société Impériale des Naturalistes de Moscou, 1837. — 10, № 7. — С. 148—158.
- Catalogus plantarum in regionibus Baicalensibus et in Dahuria sponte crescentium // Bulletin de la Société Impériale des Naturalistes de Moscou,1840. — 11, № 1. — С. 85—107.
- Observations sur quelques genres et espèces de la famille des Borraginées // Bulletin de la Société Impériale des Naturalistes de Moscou, 1840. — 13, № 2. — С. 241—259. [Включает 3 статьи: 1. Sur le genre Steenhammera Rchb. (pp. 241–251); 2. Sur l'Anchusa saxatilis Pall. (pp. 252–253); 3. Sur la division du genre Myosotis et sur quelques Echinospermes (pp. 254–259)].
- Flora Baicalensi-Dahurica, seu, Descriptio plantarum in regionibus Cis- et Transbaicalensibus atque in Dahuria sponte nascentium. — Mosquae: Typis A. Semen, 1842—1856.
«Байкало-даурская флора» выходила на протяжении 16 лет (1842—1857) в «Бюллетене Императорского Московского общества испытателей природы» (Bulletin de la Société Impériale des Naturalistes de Moscou): 1842, 15,1 : 3—105; 15,2 : 223—313; 15,3 : 566—638; 15,4: 711—796; 1843, 16,4 : 585—644; 1844, 17,2 : 221—275; 17,4 : 707—754; 1845, 18,2 : 295—326; 1846, 192,3 : 135—210; 1847, 202,3 : 3—65; 1848, 21,3 : 86—124; 21,4 : 470—510; 1849, 223,4 : 283—358; 1850, 23,2 : 495—529, tab. 1. 1851, 242,4 : 297—408; 1852, 252,4 : 392—471, tab. 1; 1854, 27,2 : 353—422; 272,3 : 53—130; 1855, 28,2 : 291—353; 1856, 29,1 : 1—87; 1857, 30,1 : 1—61.
- Animadversiones in partem herbarii Turczaninowiani nunc Univers. С. Charkow : ad II partem. — М., 1854—1858.

Кроме того, Турчанинов был автором многих статей в изданиях Московского общества испытателей природы.

## Комментарии
1. ↑  Например, в архиве РАН под рубрикой «Н. С. Турчанинов» значится: «Любитель науки, предполагавший получить место директора ботанического сада в Иркутске, который там собирались открыть…»[6]
2. ↑  Ныне Эпакрисовые (Epacridaceae) включены в семейство Вересковые (Ericaceae).